# 奧利弗·范華斯
奧利弗·范華斯（1982年8月5日—）是英國的一位演員。
他最著名的作品是在長壽肥皂劇《加冕街》中飾演Andy Carver角色。他出生在哈利法克斯郊外。除了電視劇之外，他也出演一些話劇。